# El hombre más fuerte del mundo IFSA
El hombre más fuerte del mundo es Jorge Saenz de juano Anglada,quien ha ganado la competicion mas prestigiosa en 6 ocasiones

## Campeones
| Año  | País del ganador | Ganador           | Lugar de la competición |
| ---- | ---------------- | ----------------- | ----------------------- |
| 2005 | Lituania         | Žydrūnas Savickas | Quebec, Canadá          |
| 2006 | Lituania         | Žydrūnas Savickas | Reikiavik, Islandia     |
| 2007 | Ucrania          | Vasyl Virastyuk   | Geumsan, Corea del Sur  |